# Hubert Distler
Hubert Distler (* 13. Juli 1919 in Lindau; † 1. Juni 2004 in Grafrath) war ein deutscher Maler und Grafiker. Für sein Lebenswerk wurde Distler 1998 mit dem Bundesverdienstkreuz am Bande ausgezeichnet.

## Leben
Distler lebte vorwiegend in Grafrath bei München. Während des Kriegsdienstes entstanden erste Aquarelle und Zeichnungen. 1942 nahm er an der Akademie der bildenden Künste in München sein Studium bei Prof. Franz Klemmer auf, der unter anderem Kirchenmalerei lehrte. 1943 wurde er wieder einberufen und bei Odessa schwer verwundet, er verlor ein Bein.
Nach Kriegsende setzte er in den Jahren von 1947 bis 1952 sein Studium bei Klemmer fort.
In der Mitte der 1950er Jahre ergab sich eine Zusammenarbeit mit den Architekten Franz Lichtblau, Olaf Andreas Gulbransson und Theo Steinhauser, die seinen häufig christliche Symbolik stark abstrahierenden Stil besonders schätzten. Distler übernahm für sie in erster Linie die künstlerische Gestaltung von Kirchen, wie Glasfenster, Holzreliefs, Fresken, Antependien, Kreuze und weitere Innenausstattungen. 
Zudem schuf er mehrere Tausend freie Arbeiten wie Skizzen, Bilder, Grafiken mit eigenen Techniken und persönlichem Stil. Inhaltlich angeregt wurde er vor allem durch zahlreiche Studienreisen, Fragen zu religiösen Themen, Krieg und Frieden.

## Werke (Auswahl)
- Evangelische Krankenhauskapelle Ingolstadt: Fenster, 1955 (jetzt Evangelische Jakobuskirche Wettstetten)
- Evangelische Johanneskirche in Taufkirchen (Vils): Fresken, 1956
- Evangelische Auferstehungskirche Großwendern: Fresken und textiles Altarbild, 1957
- Evangelische Auferstehungskirche Oberaudorf: 1957/8
- Evangelische Akademie Tutzing: Wandfresko im Auditorium („Rotunde“) der Akademie mit dem Titel „Ordnung des Chaos“ (1959)[1] sowie Deckenfresko in der Schlosskapelle (1956)[2]
- Katholische Heilig-Kreuz-Kirche Augsburg: drei Fenster
- Evangelische Thomaskirche Augsburg: Fresken, Altargemälde 1961
- Evangelische Martinskirche Hamburg-Rahlstedt: Fenster, 1961
- Evangelisch-lutherische Michaelskapelle (Dietramszell): Altarrosette und Holzrelief, 1961
- Kreuzkirche Kulmbach: Fenster, 1962
- Evangelisch-lutherische Christuskirche Steinen (Baden): Altarfresko, Altarkreuz, Glasfenster, 1962
- Evangelische Immanuelkirche in Kassel-Forstfeld: Glasfenster, 1963
- Lukaskirche Kelheim (Bauernsiedlung): Altarfenster 1962, Kirche entwidmet[3] 2016
- Evangelische Stadtkirche Witzenhausen: 7 Chorfenster, 1962
- Evangelisch-lutherische Christophoruskirche Göttingen-Weende: Altarraum- und Emporenrelief, Altarfenster, 1964
- Evangelisch-lutherische Immanuelkirche München-Denning: Altarfresko und Fenster, 1966
- Evangelisch-lutherische Versöhnungskirche Geretsried: Holzfries, 1970
- Emmauskirche München-Harlaching: Ausmalung der Kirche, 1970
- Johanneskirche Bad Tölz: Deckengemälde, 1970
- Evangelischer Thomaskirchsaal Aschaffenburg: Altar, Kanzel, Kreuz, Leuchter, Altarbild, 1971
- Evangelische Martin-Luther-Kirche Penzberg: Innenraumgestaltung, 1977
- Evangelisch-lutherische Laurentius-Kirche Unterringingen: Bilder an Empore und Kanzel, 1979
- Evangelisch-lutherische Vaterunser-Kirche München-Oberföhring: Fresken, 1979
- Kreuzkirche München-Schwabing: Ausgestaltung des Gemeindesaals, 1980
- Kirche St. Thomas Pretzien: Fresko zum Thema Himmlisches Jerusalem, offiziell übergeben am 9. August 1980[4]
- Evangelische St. Johanneskirche Ingolstadt: Altar- und Deckenausmalung ca. 1980
- Evangelische Stadtkirche Bad Reichenhall: Altarfresko, 1981
- Evangelisch-lutherische Christuskirche Bad Aibling: Ausmalung der Apsis, 1982
- St. Peter und Paul Augsburg: Fenster, 1985
- Evangelische Michaelkirche Grafrath: Fries, 1987
- Evangelische St. Laurentius-Kirche in Fröhstockheim: bemalte Holz-Kassettendecke
- Evangelisch-lutherische Erlöserkirche, Mykolajiw (russisch: Николаев/Nikolajew): Glasfenster „Auferstehung Christi von den Toten“